# 塔约
塔约（義大利語：Taio），是意大利特伦托自治省的一个市镇。总面积11平方公里，人口2936人，人口密度266.9人/平方公里（2009年）。ISTAT代码为022186。